# Des artistes
 (janvier 2016).
 (janvier 2016).
- Si vous ne connaissez pas le sujet, laissez ce bandeau (vous pouvez alors contacter les auteurs).
- Si vous supprimez le contenu mis en cause (vous pouvez préalablement contacter les auteurs),

argumentez précisément cette suppression dans la page de discussion
(un manque de référence n'est pas un argument ; une recherche réelle de référence doit avoir été effectuée, être formellement documentée).
Des artistes est le titre sous lequel ont été réunis en deux volumes, entre 1922 et 1924, les articles écrits par Octave Mirbeau pendant la période où il poursuit la carrière de journaliste, comme chroniqueur, conteur et critique d'art influent, à La France, au Gil Blas, au Figaro et à L'Écho de Paris. 
Mirbeau se sert de ces articles ironiques et acerbes pour lutter contre l'Académie française, l'Institut, le Salon et même les ministères.

## Une critique d'art journalistique
Tous les articles dans l'anthologie « Des artistes » sont d’abord des articles de presse, dont la rédaction répond à un certain nombre de règles, avant d'être les articles critiques d'art. La critique d'art de Mirbeau se caractérise ainsi par la particularité journalistique. Dario Gamboni a distingué la conception « journalistique » de critique d'art, développée surtout dans les quotidiens par les professionnels de la presse, de deux conceptions « scientifique » et « littéraire » que Mme Catherine Lepdor avait distinguées précédemment. Gamboni a ajouté dans la distinction, la conception ou le pôle journalistique du fait d'une dominance de ce pôle dans la seconde partie du XIXe siècle où la critique d'art a connu un processus de professionnalisation.
Mirbeau profite de cette occasion favorable de la professionnalisation pour bouleverser le public par le frisson qu'il peut ressentir très souvent par des chefs-d’œuvre grâce à son hypersensibilité. Mirbeau devient un critique d'art assez fécond et exploite les champs plus vastes. Il introduit dans ses articles une originalité d'une critique dialoguée. Les dialogues se dressent entre Mirbeau et , on dit , « un kaléidoscope d'interlocuteurs », variés du personnage fictif tel que le « peintre de symboles » Kariste, au grand artiste décédé sortant de la tombe tel que Sandro Botticelli( « Boticelli proteste !... »); du personnage réel comme Père Tanguy, marchand des couleurs qui éprouve un amour paternel généreux des grandes artistes jusqu'à la fin de sa vie.(« Le Père tanguy »), à un collecteur imaginaire refusé par l’État son legs précieux des chefs-d’œuvre d'art(« Le legs Caillebotte et l'État »).
Sous cette forme de critique, Mirbeau fait parler son incarnation à sa place, l'éloge sur des artistes méconnus ou même moqués par les autorités, comme  l'éloge de Kariste sur Camille Claudel d'un «  prodigieux génie ». Kariste est accordé par l'auteur une grande signification qui est à sept reprises choisi comme l'interlocuteur de  Mirbeau, qui se met parfois à l'opposition de l'auteur dans un combat esthétique aussi. Mirbeau affirme aussi par la bouche de Kariste qu'il n'y a qu'une seule chose belle et grande en l'art, la santé. En dépit de cette affirmation vient du cri dans la profondeur du cœur, Mirbeau devient tout de même le cas exemplaire  à la fin du XIXe siècle neurasthénique.

## Une critique acerbe et ironique d'invective
L'esprit de combat, les qualités des polémiste et le style ironique et acerbe semblent des natures innés de Mirbeau. Combats esthétiques et Combats littéraires en témoignent apparemment. Mirbeau revêt souvent les articles de la critique d'invective emplis des ironies et des acerbités, des « chapeaux »(titres) très beaux qui portent souvent des mots agréables et un sens souvent positif. À peine que l'on les enlève ses chapeaux, s'amorce une attaque violente à l’État et ses institutions. 
« Nos bons artistes »  fondent le Salon, que Mirbeau méprise, pour se permet d'avoir une liberté maximale dans la suite d'un art profitable. « De même que les députés brillants ne sont point la France, de même ces artistes ne sont point l'Art ». L'analogie utilisée dans la phrase en multiplie l'effet des ironies.
« Les peintres primés » Mirbeau lance une invective au système de prime en Art. Aux yeux de l'auteur , les peintres primés par l'Académie sont plutôt ridicules qu'honorés. De ce fait, l'auteur substitue le mot « peintres » au mot « artistes » pour montre que l'art ne peut être classé ou évalué par les médailles. « Mais est-ce qu'ils ne commencent pas à comprendre, les peintres, qu'ils sont prodigieusement ridicule, à vouloir être primés comme des animaux gras et médaillés comme des commissionnaires ? Et dire que s'ils n'avaient devant eux cette perspective des médailles, la plupart seraient de braves épiciers et d'honnêtes notaire ! Et quand je dis « honnête » c'est pour le rythme. » On peut constater un processus évolutif du niveau plus faible au niveau plus fort  des ironies. Par ce renforcement évolutif nous en avons une impression plus profonde. Du même qu'un besoin des stratégies du combat, du même qu'un besoin des techniques de la polémique.

## Un apôtre de l'impressionnisme
Cet apôtre signifie en plus d'une admirations et de la défense des peintres impressionnistes, une cohérence dans l'intimité de Mirbeau avec l'impressionnisme. On est convaincu que cette intimité peut entretenir une relation étroite avec son écrit, donc on voit évidemment que, dans l'élaboration de l'écriture de Mirbeau, comme dans la création artistique chez les impressionnistes, une incarnation de cette intimité : ne pas se limiter aux restreintes des  dogmatiques, laisser la pensée se voler librement. Et en plus, la révolte et la rébellion contre l’ordre établi dans l’impressionnisme interagit avec les critiques d'art de Mirbeau qui visent aussi d'une partie à s'attaquer contre ce ordre établi par l'État. Autrement dit, cette révolte est depuis longtemps inscrite aux profondeurs de tempéraments de Mirbeau.

### Le passage de l'impressionnisme ausymbolisme
Le texte du Mirbeau s'inscrit tout au départ dans l'esthétique naturaliste. Mais dans la performance, on constate une écriture artiste ou impressionniste; mais aussi esthétique symboliste, qui vise à faire émerger ce qui se cache, qui est de l'ordre de la révélation. Mirbeau utilise une écriture impressionniste pour un tableau qui a quelque chose de symboliste.

## Des articles pour faire frissonner le public
Les articles ont une vocation de diffuser le génie d'un artiste silencieux, ou de dénoncer les injustices que subissent des artistes éminents.
Mirbeau utilise un grand nombre de comparaisons, de métaphores, de la personnifications dans ses articles pour rendre les descriptions des chefs-d'œuvre plus vivantes et frapper le public.
Ses phrases exclamatives inondent les articles et il abuse parfois des superlatifs. Mirbeau fait parler les peintures ou les sculptures, et nous aide à chercher par nous-mêmes le sens profond caché dans ces êtres ou choses inertes.